# دیوید وارتون
دیوید وارتون (به انگلیسی: David Wharton) (زادهٔ ۲۶ سپتامبر ۱۹۶۶) شناگر اهل ایالات متحده آمریکا است.